# Володимир Коман
Володимир Коман (угор. Koman Vladimir; ім'я при народженні — укр. Володимир Володимирович Коман; нар. 16 березня 1989 року, Ужгород) — угорський футболіст українського походження, півзахисник «Краснодара».
Його батько Володимир Коман також футболіст.

## Біографія

### Клубна кар'єра
Народився в Ужгороді, але незабаром родина переїхала в угорське місто Сомбатхей, де Володимир розпочав займатися футболом у школі місцевого клубу «Галадаш». У 15 років він дебютував у матчі другої угорської ліги.
У 2005 році перспективного гравця придбала «Сампдорія». Коман дебютував в Серії А 7 квітня 2007 року, вийшовши в основному складі на матч з «Торіно», і відзначився результативною передачею.
Сезон 2008–2009 провів в оренді в клубі серії Б, «Авелліно». У сезоні 2009–2010 його орендував новачок Серії А «Барі».
31 січня 2012 року перейшов до «Монако», однак провівши за цю команду лише 17 матчів, влітку того ж року перебрався до Росії, де став гравцем «Краснодара».

### Збірна
Виступав за молодіжні (до 17 і до 19 років) збірні Угорщини.
У жовтні 2009 року в складі Молодіжної збірної Угорщини зайняв 3-тє місце на Молодіжний чемпіонат світу з футболу 2009 року, який проходив в Єгипті ставши найкращим бомбардиром команди і другим бомбардиром турніру з 5-ма забитими м'ячами.
З 2010 року є гравцем національної збірної Угорщини.